# Asseburgové

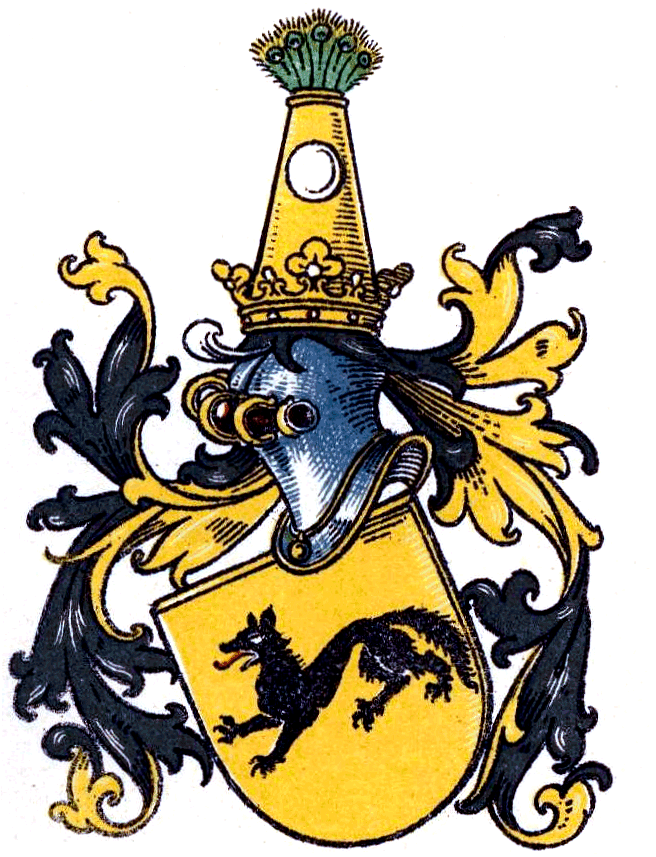
Erb rodu

Asseburgové v němčině von der Asseburg, je starý šlechtický rod z Dolního Saska, který měl sídlo na hradě Asseburg.

## Historie
Původní jméno rodu bylo Wolfenbüttel, po jeho prvním členovi Widekindovi z Wolfenbüttelu, který je zmíněn v letech 1089-1118. Jako ministeriál markraběte Egbert II. z Míšně měl vlivnou pozici. Jeho pravnuk Gunzlin z Wolfenbüttelu (1187 – 1255) byl císařským senešalem (reichstruchsess) a sloužil jako velitel armád dvou císařů Oty IV. Brunšvického a Fridricha II. Štaufského.
V polovině 13. století se objevily dvě větve tohoto rodu: starší Ostfálská a mladší Vestfálská. Na konci 17. století vestfálská větev vymřela po meči. Příjmení bylo přejato hraběcím rodem Bocholtz z důvodu přivdání dědičky vestfálské větvem od té doby to byli hrabata Bocholtz-Asseburg.
Roku 1840 byla ostfálská větev povýšena do dědičného stav hraběcího jako hrabata Asseburg-Falkenstein. Vestdálská větev držela titul barona.
Mezo jejich državy patřil např. hrad Falkenstein v dolním Harzu či palác Hinnenburg.

## Významní členové
- Achatz Ferdinand von der Asseburg (1721–1797), diplomat
- Anna, hraběnka z Asseburgu (1830–1905), vládce baronství v Neudeku
- Frederick von der Asseburg († 1704), rytíř Řádu německých rytířů
- Frederick von der Asseburg (1861–1940), pruský důstojník a komoří
- Gunzelin von Wolfenbüttel (asi 1170–1255), ministeriál z linie Wolfenbüttel-Asseburg
- Herman Werner von der Asseburg (1702–1779), přední ministr kolínského elektorátu
- Louis von der Asseburg (1796–1869), pán menšího kraje Falkenstein
- Moritz William von der Asseburg (1698–1780), pruský major generál
- Rosamunde Juliane von der Asseburg (1672–1712), věštkyně z počátku pietismu
- Widekind von Wolfenbüttel (po 1089–asi 1118), zakladatel větve Wolfenbüttel-Asseburg
- William Anton von der Asseburg (1707–1782), kníže-biskup v Paderbornu